# Hank Williams, Jr.

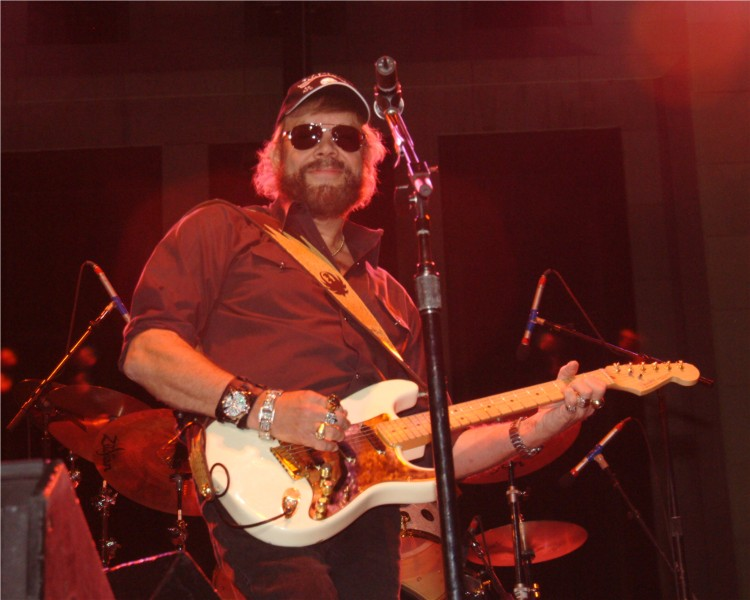
Hank Williams (2006)

Hank Williams, Jr. (* 26. Mai 1949 in Shreveport, Louisiana) ist ein US-amerikanischer Country-Musiker und Sohn des erfolgreichen Country-Musikers Hank Williams sowie Vater von Hank Williams III und Holly Williams.

## Biografie
Nach dem Tod seines Vaters 1953 wurde Williams Jr. von seiner Mutter Audrey allein großgezogen. Bereits mit acht Jahren trat er als Musiker auf. Er sollte in die Fußstapfen seines berühmten und jung verstorbenen Vaters treten, worunter er lange Jahre litt. 
1963 veröffentlichte er sein Debütalbum Lone Gone Lonesome Blue mit Songs seines Vaters. Nachdem er den Soundtrack zu einer Film-Biografie über Hank Williams, Sr., Your Cheatin’ Heart, aufgenommen hatte, wurde erstmals eine Eigenkomposition, Standing in the Shadows, zu einem Charterfolg. Der Song signalisierte, dass er sich aus dem Schatten seines Vaters heraus mehr in Richtung Rock und anderer musikalischer Einflüsse bewegte.
Williams wurde in den frühen 1970er Jahren trotz des anhaltenden Erfolgs schwer alkohol- und drogenabhängig. 1972 wurde sein Sohn Hank Williams III geboren, der später selber ein Countrymusiker werden sollte. 1974 kam es zu einem Selbstmordversuch. Danach zog er nach Alabama und begann, mit Southern-Rock-Musikern wie Toy Caldwell, der Marshall Tucker Band und Charlie Daniels zu arbeiten.
1975 traf ihn ein weiterer Schicksalsschlag: Bei einem Bergunfall wurde er schwer verletzt. Die Genesung dauerte zwei Jahre, und er behielt Entstellungen im Gesicht, die er seitdem durch einen Vollbart verdeckt. Er arbeitete mit Waylon Jennings an seinem Album The New South (1977), kam aber erst Ende der 1970er Jahre mit seiner Coverversion von Sonny Curtis’ I Fought the Law wieder in die Charts. Der Erfolg hielt mit den 1979er Alben Family Tradition und Whiskey Bent and Hell Bound an. 
In den 1980er Jahren wurde Williams zum Superstar, der für seine mitreißenden Hymnen und seinen harten, rock-beeinflussten Country bekannt wurde. Zum Ende der Dekade wurden die Hits jedoch wieder rarer. Sein letzter Erfolg war There’s a Tear in My Beer, eine Komposition seines verstorbenen Vaters, die er mittels elektronischer Mischtechnik mit diesem im Duett sang. Das Video dazu wurde von Country Music Association und der Academy of Country Music zum „Video of the Year“ gewählt, und 1990 erhielt Williams einen Grammy für „Best Country Vocal Collaboration“. 
In den USA ist er heute auch bekannt als Interpret der Titelmelodie von Monday Night Football, der Primetime-Übertragung des Montagsspiels der NFL, die auf seinem Song All My Rowdy Friends basiert. Woche für Woche komponierte er neue Textzeilen, die die teilnehmenden Teams oder saisonspezifische Entwicklungen verarbeiteten. Hierfür wurde Williams viermal mit dem Emmy ausgezeichnet. 
Am 3. Oktober 2011 löste Williams bei einem Auftritt bei Fox News eine Kontroverse aus. Williams sagte, der Golfausflug von Barack Obama und John Boehner, dem republikanischen Sprecher des Repräsentantenhauses, sei „wie wenn Hitler mit Netanjahu Golf spielen würde“. Auch tätigte er die Aussage, Obama und Vizepräsident Joe Biden seien „der Feind“. Aufgrund dieser drastischen Äußerungen gab es auch Kritik von republikanischer Seite. Als eine der Folgen wurde Williams’ Titelsong zur Sendung Monday Football Night beim amerikanischen Sportsender ESPN nicht mehr verwendet. Ob das Lied wieder ins Programm genommen wird, ließ der Sender offen. In einer Erklärung vom 6. Oktober 2011 beendeten Hank Williams Jr. und ESPN ihre Zusammenarbeit nach 20 Jahren. Im August 2012 sagte Williams über Präsident Obama: „Wir haben einen muslimischen Präsidenten, der die Landwirtschaft hasst, der das Militär hasst und der die US-Amerikaner genauso hasst, wie wir ihn hassen!“.
Am Abend des 13. Juni 2020 starb seine Tochter Katherine Williams-Dunning im Alter von 27 Jahren bei einem selbstverursachten Autounfall auf einem Highway in der Nähe von Henry County im US-Bundesstaat Tennessee.
In den USA ist Hank Williams Jr. auch unter dem Spitznamen „Bocephus“ bekannt.

## Diskografie
Studioalben

| Jahr | Titel Musiklabel Katalog-Nr.                                     | Höchstplatzierung, Gesamtwochen, AuszeichnungChartplatzierungen (Jahr, Titel, Musiklabel Katalog-Nr., Platzierungen, Wochen, Auszeichnungen, Anmerkungen) | Höchstplatzierung, Gesamtwochen, AuszeichnungChartplatzierungen (Jahr, Titel, Musiklabel Katalog-Nr., Platzierungen, Wochen, Auszeichnungen, Anmerkungen) | Höchstplatzierung, Gesamtwochen, AuszeichnungChartplatzierungen (Jahr, Titel, Musiklabel Katalog-Nr., Platzierungen, Wochen, Auszeichnungen, Anmerkungen) | Anmerkungen |
| Jahr | Titel Musiklabel Katalog-Nr.                                     | CH | US | Country | Anmerkungen |
| ---- | ---------------------------------------------------------------- | --- | --- | --- | --- |
| 1964 | Sings the Songs of Hank Williams MGM 4213                        | — | — | Country12 (7 Wo.)Country | Erstveröffentlichung: April 1964 |
| 1965 | Your Cheatin’ Heart MGM 4260                                     | — | US16 Gold · (37 Wo.)US | Country5 (16 Wo.)Country | Erstveröffentlichung: Februar 1965 Soundtrack des Films Hank Williams’ Life Story Produzenten: Jesse Kaye, Jim Vienneau                                     |
| 1965 | Father & Son MGM 4276                                            | — | US139 (3 Wo.)US | Country8 (14 Wo.)Country | Erstveröffentlichung: Juni 1965 mit Hank Williams, Sr. |
| 1966 | Country Shadows MGM 4391                                         | — | — | Country33 (4 Wo.)Country | Erstveröffentlichung: Oktober 1966 Produzent: Jim Vienneau                                                                                                  |
| 1967 | Again MGM 4378                                                   | — | — | Country38 (2 Wo.)Country | Erstveröffentlichung: Februar 1967 mit Hank Williams, Sr. Produzent: Jim Vienneau                                                                           |
| 1967 | My Own Way MGM 4428                                              | — | — | Country42 (6 Wo.)Country | Erstveröffentlichung: Juni 1967 Produzenten: Jack Clement, Jim Vienneau                                                                                     |
| 1968 | A Time to Sing MGM 4540                                          | — | US189 (3 Wo.)US | Country12 (24 Wo.)Country | Erstveröffentlichung: September 1968 mit Shelley Fabares und Ed Begley Vom Soundtrack des gleichnamigen Films (Metro-Goldwyn-Mayer), Produzent: Sam Katzman |
| 1969 | Luke the Drifter, Jr. MGM 4559                                   | — | — | Country20 (6 Wo.)Country | Erstveröffentlichung: Januar 1969 als Luke the Drifter, Jr. Produzent: Jim Vienneau                                                                         |
| 1969 | Songs My Father Left Me MGM 4621                                 | — | US164 (4 Wo.)US | Country1 (24 Wo.)Country | Erstveröffentlichung: März 1969 Produzent: Jim Vienneau |
| 1970 | Singing My Songs (Johnny Cash) MGM 4675                          | — | — | Country32 (9 Wo.)Country | Erstveröffentlichung: Juli 1970 |
| 1970 | Removing the Shadow MGM 4721                                     | — | — | Country21 (7 Wo.)Country | Erstveröffentlichung: Oktober 1970 mit Lois Johnson Produzent: Jim Vienneau                                                                                 |
| 1970 | All for the Love of Sunshine MGM 4750                            | — | — | Country10 (14 Wo.)Country | Erstveröffentlichung: Dezember 1970 mit The Mike Curb Congregation Produzenten: Jim Vienneau, Mike Curb                                                     |
| 1971 | I’ve Got a Right to Cry / They All Used to Belong to Me MGM 4774 | — | — | Country23 (10 Wo.)Country | Erstveröffentlichung: August 1971 Produzent: Jim Vienneau                                                                                                   |
| 1972 | Eleven Roses MGM 4843                                            | — | — | Country6 (16 Wo.)Country | Erstveröffentlichung: Juli 1972 Produzent: Jim Vienneau |
| 1972 | Send Me Some Lovin’ and Whole Lotta Loving MGM 4857              | — | — | Country35 (4 Wo.)Country | Erstveröffentlichung: Oktober 1972 mit Lois Johnson |
| 1973 | After You / Pride’s Not Hard to Swallow MGM 4862                 | — | — | Country20 (9 Wo.)Country | Erstveröffentlichung: April 1973 Produzent: Jim Vienneau |
| 1973 | The Last Love Song MGM 4936                                      | — | — | Country17 (11 Wo.)Country | Erstveröffentlichung: April 1973 Produzent: Jim Vienneau |
| 1974 | Living Proof MGM 4971                                            | — | — | Country31 (14 Wo.)Country | Erstveröffentlichung: Oktober 1974 Produzent: Jim Vienneau                                                                                                  |
| 1975 | Bocephus MGM 4988                                                | — | — | Country41 (4 Wo.)Country | Erstveröffentlichung: Mai 1975 Produzent: Dick Glasser |
| 1976 | Hank Williams, Jr. and Friends MGM 5009                          | — | — | Country17 (12 Wo.)Country | Erstveröffentlichung: Januar 1976 Produzent: Dick Glasser                                                                                                   |
| 1977 | One Night Stands Warner/Curb 2988                                | — | — | Country33 (24 Wo.)Country | Erstveröffentlichung: April 1977 Aufnahme: Wishbone Recording Studio in Muscle Shoals, Alabama Produzent: Hank Williams, Jr.                                |
| 1979 | Family Tradition Elektra/Curb 194                                | — | US— GoldUS | Country3 (141 Wo.)Country | Erstveröffentlichung: Juni 1979 Produzenten: Jimmy Bowen, Phil Gernhard, Ray Ruff                                                                           |
| 1979 | Whiskey Bent and Hell Bound Elektra/Curb 237                     | — | US— PlatinUS | Country5 (141 Wo.)Country | Erstveröffentlichung: 1. Oktober 1979 Produzent: Jimmy Bowen                                                                                                |
| 1980 | Habits Old and New Elektra/Curb 278                              | — | US154 Gold · (17 Wo.)US | Country4 (87 Wo.)Country | Erstveröffentlichung: 30. Mai 1980 Aufnahme: Sound Stage Studios in Nashville, Tennessee Produzent: Jimmy Bowen                                             |
| 1981 | Rowdy Elektra/Curb 330                                           | — | US82 Gold · (15 Wo.)US | Country2 (68 Wo.)Country | Erstveröffentlichung: Januar 1981 Produzent: Jimmy Bowen |
| 1981 | The Pressure Is On Elektra/Curb 535                              | — | US76 Platin · (23 Wo.)US | Country5 (78 Wo.)Country | Erstveröffentlichung: August 1981 Aufnahme: Sound Stage Studios in Nashville, Tennessee Produzent: Jimmy Bowen                                              |
| 1981 | The New South Elektra/Curb 539                                   | — | — | Country36 (22 Wo.)Country | Wiederveröffentlichung: Oktober 1981 bereits 1977 erschienen Produzenten: Richie Albright, Waylon Jennings                                                  |
| 1982 | High Notes Elektra/Curb 60100                                    | — | US123 Gold · (20 Wo.)US | Country3 (48 Wo.)Country | Erstveröffentlichung: 2. April 1982 Produzent: Jimmy Bowen                                                                                                  |
| 1983 | Strong Stuff Elektra/Curb 60223                                  | — | US64 Gold · (16 Wo.)US | Country7 (37 Wo.)Country | Erstveröffentlichung: 21. Januar 1983 Produzenten: Jimmy Bowen, Hank Williams, Jr.                                                                          |
| 1983 | Man of Steel Warner/Curb 23924                                   | — | US116 Gold · (13 Wo.)US | Country3 (68 Wo.)Country | Erstveröffentlichung: 26. September 1983 Produzenten: Jimmy Bowen, Hank Williams, Jr.                                                                       |
| 1984 | Major Moves Warner/Curb 25088                                    | — | US100 Platin · (19 Wo.)US | Country1 (60 Wo.)Country | Erstveröffentlichung: 14. Mai 1984 Produzenten: Hank Williams, Jr., Jimmy Bowen                                                                             |
| 1985 | Five–O Warner/Curb 25267                                         | — | US72 Gold · (22 Wo.)US | Country1 (73 Wo.)Country | Erstveröffentlichung: Mai 1985 Produzenten: Hank Williams, Jr., Jimmy Bowen                                                                                 |
| 1986 | Montana Cafe Warner/Curb 25412                                   | — | US93 Gold · (18 Wo.)US | Country1 (55 Wo.)Country | Erstveröffentlichung: 23. Juni 1986 Produzenten: Barry Beckett, Hank Williams Jr., Jim Ed Norman                                                            |
| 1987 | Born to Boogie Warner/Curb 25593                                 | — | US28 Platin · (47 Wo.)US | Country1 (96 Wo.)Country | Erstveröffentlichung: 7. Juli 1987 CMA Awards (Album des Jahres) Produzenten: Barry Beckett, Hank Williams, Jr., Jim Ed Norman                              |
| 1988 | Wild Streak Warner/Curb 25834                                    | — | US55 Gold · (19 Wo.)US | Country1 (50 Wo.)Country | Erstveröffentlichung: 21. Juni 1988 Produzenten: Barry Beckett, Hank Williams, Jr., Jim Ed Norman                                                           |
| 1990 | Lone Wolf Warner/Curb 26090                                      | — | US71 Gold · (18 Wo.)US | Country2 (59 Wo.)Country | Erstveröffentlichung: 30. Januar 1990 Produzenten: Barry Beckett, Hank Williams, Jr., Jim Ed Norman                                                         |
| 1991 | Pure Hank Warner/Curb 26536                                      | — | US50 Gold · (19 Wo.)US | Country8 (40 Wo.)Country | Erstveröffentlichung: 16. April 1991 Produzenten: Barry Beckett, Hank Williams, Jr., Jim Ed Norman                                                          |
| 1992 | Maverick Curb/Capricorn 26806                                    | — | US55 Gold · (20 Wo.)US | Country7 (29 Wo.)Country | Erstveröffentlichung: 18. Februar 1992 Produzenten: Barry Beckett, Hank Williams Jr., James Stroud                                                          |
| 1993 | Out of Left Field Curb/Capricorn 45225                           | — | US121 (4 Wo.)US | Country25 (11 Wo.)Country | Erstveröffentlichung: März 1993 Produzenten: Barry Beckett, Hank Williams Jr., James Stroud                                                                 |
| 1995 | Hog Wild Curb 77690                                              | — | US91 (14 Wo.)US | Country14 (26 Wo.)Country | Erstveröffentlichung: Januar 1995 Produzenten: Chuck Howard, Hank Williams Jr.                                                                              |
| 1996 | A. K. A. Wham Bam Sam Curb 77833                                 | — | — | Country40 (9 Wo.)Country | Erstveröffentlichung: April 1996 Produzent: Chuck Howard |
| 1996 | Three Hanks: Men with Broken Hearts Curb 77868                   | — | US167 (1 Wo.)US | Country29 (20 Wo.)Country | Erstveröffentlichung: 1996 mit Hank Williams, Sr. und Hank Williams III Produzent: Chuck Howard                                                             |
| 1999 | Stormy Curb 77953                                                | — | US162 (1 Wo.)US | Country21 (10 Wo.)Country | Erstveröffentlichung: August 1999 Produzenten: Chuck Howard, Hank Williams Jr.                                                                              |
| 2002 | Almeria Club Curb 78725                                          | — | US112 (5 Wo.)US | Country9 (32 Wo.)Country | Erstveröffentlichung: Januar 2002 Produzent: Chuck Howard                                                                                                   |
| 2003 | I’m One of You Curb 78830                                        | — | US166 (1 Wo.)US | Country24 (19 Wo.)Country | Erstveröffentlichung: November 2003 Produzenten: Doug Johnson, Hank Williams Jr.                                                                            |
| 2009 | 127 Rose Avenue Curb 79149                                       | — | US19 (6 Wo.)US | Country7 (27 Wo.)Country | Erstveröffentlichung: Juni 2009 Produzenten: Doug Johnson, Hank Williams Jr.                                                                                |
| 2012 | Old School, New Rules Bocephus 531 268                           | — | US12 (7 Wo.)US | Country4 (27 Wo.)Country | Erstveröffentlichung: 10. Juli 2012 Produzent: Chris Farren                                                                                                 |
| 2016 | It’s About Time Nash Icon                                        | — | US15 (5 Wo.)US | Country2 (21 Wo.)Country | Erstveröffentlichung: 15. Januar 2016 Produzent: Julian Raymond                                                                                             |
| 2022 | Rich White Honky Blues Concord                                   | CH93 (1 Wo.)CH | US183 (1 Wo.)US | Country22 (1 Wo.)Country | Erstveröffentlichung: 17. Juni 2022 |

grau schraffiert: keine Chartdaten aus diesem Jahr verfügbar